# Hyperdidelphys
Hyperdidelphys es un género extinto de marsupiales didelfimorfos de la familia Didelphidae. Sus fósiles, datados entre el Mioceno Superior y el Plioceno Superior, proceden del centro y noreste de Argentina.